# Actaea perspinosa
Actaea perspinosa es una especie de crustáceo decápodo de la familia Xanthidae.

## Distribución
Este crustáceo habita en Seychelles, Maldivas y Japón (islas Ogasawara, Izu Ōshima y Amami Ōshima). La especie tipo fue encontrada en el atolón Miladunmadulu, en Maldivas.